# Pacific RailNews
《太平洋铁路新闻》（英文全称：Pacific RailNews，英文简称：PRN）是美国一已停刊的铁路类杂志，出版期间每月出版一次。1961年创刊，1999年停刊。初始刊名为《太平洋新闻》（英文原名：Pacific News），后刊名改为《太平洋铁路新闻》（英文原名：Pacific RailNews或Pacific Rail News），最后刊名改为《铁路新闻》（英文原名：RailNews）。读者主要为铁道迷。 其内容多是关于美国西部、加拿大西部轨道交通的内容，但也有少量包括墨西哥在内的其他地区的轨道交通信息。

## 历史
该杂志于1961年创刊，初始刊名为《太平洋新闻》（英文原名：Pacific News），初始国际标准连续出版物号为：0030-879X，初始出版商为查塔姆出版公司（英文原名：Chatham Publishing Co.），初期太平洋铁路机车联盟也有参与出版，首任主编为卡尔·R·凯尼格（Karl R. Koenig）。 总第1期为1961年9月号。 在总第3期时太平洋铁路机车联盟不再负责该杂志出版工作。《太平洋新闻》（英文原名：Pacific News）初期并未使用铜版纸，自总第32期开始使用铜版纸。 该杂志1983年由Interurban Press接手，Interurban Press接手后出版的第一期为1983年10月号。当时该杂志还曾一度改为每两月一期，1984年12月恢复为每月一期。
自1984年10号起刊名改为《太平洋铁路新闻》（英文全称：Pacific RailNews或Pacific Rail News，英文简称：PRN），其国际标准连续出版物号改为：8750-8486，此次更改刊名使得读者能够通过刊名看出该杂志主题。 1992年Interurban Press时期，《太平洋铁路新闻》发行量达到约10000本，读者遍布全球。
1993年，《太平洋铁路新闻》及其背后的出版商Interurban Press实际控制人乔治·麦克莱兰·锡布里三世退休，并将其所拥有的企业出售给了彭特雷克斯媒体集团。 彭特雷克斯媒体集团因而从Interurban Press取得《太平洋铁路新闻》和Passenger Train Journal。Passenger Train Journal后于1996年停刊。1997年1月起该杂志刊名改为《铁路新闻》（英文原名：RailNews），国际标准连续出版物号改为：1091-2436，内容扩展至全美国的轨道交通行业。彭特雷克斯媒体集团后决定停刊旗下所有杂志，最后一期《铁路新闻》（英文原名：RailNews）为1999年8月号。

## 历代刊名
- 1961年创刊—1984年：《太平洋新闻》（英文原名：Pacific News）
- 1984年—1997年：《太平洋铁路新闻》（英文全称：Pacific RailNews或Pacific Rail News，英文简称：PRN）
- 1997年—1999年停刊：《铁路新闻》（英文原名：RailNews）

## 历代出版商
- 1961年—1983年：查塔姆出版公司（英文原名：Chatham Publishing Co.）
- 1983年—1993年：Interurban Press
- 1993年—1999年：彭特雷克斯媒体集团（英语：Pentrex）

## 格式
在《太平洋铁路新闻》时期，每期都有专题文章和几页新闻。在Interurban Press旗下时，新闻报道按铁路公司（例如：丹佛和格兰德河西部铁路、南太平洋运输公司、美铁）分成不同的专栏，每个铁路公司专栏都有固定的专栏作者，但在每期的前面还有一个综合新闻板块，涵盖全国新闻、综合新闻、最新热点新闻。“中小型铁路公司（英文原名：Short Lines）”专栏介绍了中小型铁路公司。1989年及以前，城市轨道交通和城际电车是两个不同的专栏；城市轨道交通专栏介绍了美国西海岸地区当时为数不多的轻轨系统；城际电车专栏占据整个杂志最后一页，介绍全美国范围内的城际电车系统，由当时的出版商Interurban Press的所有者乔治·麦克莱兰·锡布里三世负责，这个专栏符合Interurban Press的主题。1989年秋天，有关美国西海岸地区轻轨的个人专栏和“城际电车”专栏合并为一个较小的专栏，该杂志的其它部分在这一时期也进行了改版。 1990年1月，该杂志由48页增至56页。彭特雷克斯媒体集团于1993年接手《太平洋铁路新闻》后，格式发生了很多变化。1995年1月号及以后的期数多为82页，封面上刊名的“Pacific”字号比“RailNews”字号更小。 1997年1月起刊名改为《铁路新闻》（英文原名：RailNews）后，内容扩展至全美国的轨道交通行业。随着该杂志发行量的增长，彩色图片和彩色地图的应用越来越多，到1997年时黑白图片仅包括以前胶片时代留下的老黑白照片。